# تشارلز إل. موسى
تشارلز إل. موسى (بالإنجليزية: Charles L. Moses)‏ هو سياسي أمريكي، ولد في 2 مايو 1856 في الولايات المتحدة، وتوفي بنفس المكان في 10 أكتوبر 1910. حزبياً، نشط في الحزب الديمقراطي. انتخب عضو مجلس نواب جورجيا وانتخب عضو مجلس النواب الأمريكي.